# Frano Karač
Frano Karač (Dubrovnik, 4. lipnja 1977.), hrvatski vaterpolist. Nastupao je za hrvatsku vaterpolsku reprezentaciju. Igrao je na EP 2010. Vaterpolom se bavi od 1988. godine. Igrao je za Jug, Mladost i Nervi. S Jugom je 2000./01. i 2005./06. osvojio naslov europskog prvaka. Vodio je kao izbornik hrvatsku reprezentaciju do 17 godina na I. Europskim igrama u Bakuu u Azerbajdžanu u lipnju 2015. godine.